# 五脉刚毛省藤
五脉刚毛省藤（学名：Calamus quiquesetinervius）为棕榈科省藤属下的一个种。

## 扩展阅读
- 維基物種上的相關：五脉刚毛省藤